# Sybra lombokana
Sybra lombokana är en skalbaggsart som beskrevs av Stefan von Breuning 1982. Sybra lombokana ingår i släktet Sybra och familjen långhorningar. Inga underarter finns listade i Catalogue of Life.